# موتوسوامی دیکشیتار
موتوسوامی دیکشیتار (انگلیسی: Muthuswami Dikshitar؛ زاده ۲۴ مارس ۱۷۷۵ درگذشته ۲۱ اکتبر ۱۸۳۵) یک موسیقی‌دان بود.